# سینیور بروسکینو
سینیور بروسکینو (به ایتالیایی: Signor Bruschino) یک اپرا فارسا در یک پرده بوده که توسط جواکینو روسینی ساخته شده‌است. اپرانامه (لیبرتو) این اثر توسط جوزپه ماریا فوپا نگاشته شده‌است. این اپرا برای نخستین بار در سال ۱۸۱۳ در سالن تئاتر سان مویزه در ونیز به روی صحنه رفت. روسینی بین سالهای ۱۸۱۰ تا ۱۸۱۳ چهار اپرای کمدی نوشت که اولین آن " حوالهٔ ازدواج " و آخرین آن " سینیور بروسکینو " بود. اپراهای کوچک در ایتالیا طرفداران زیادی داشت و اپرای سینیور بروسکینو نیز که در یک پرده نوشته شده‌است، در اواخر قرن هجدهم و اوایل قرن نوزدهم، از محبوبیت بسیار بالایی برخوردار بود.
از ویژگی‌های اپراهای روسینی می‌توان به وجود ۵ تا ۸ خواننده روی صحنه، یک زوج عاشق دارای نقش عمده، یک یا چند نقش جانبی و همچنین داشتن بخش‌های کمدی، اشاره کرد. بکار بردن تکه کلام‌های خنده آور نیز در اپراهای روسینی جایگاه ویژه‌ای دارد که در این اپرا عبارت «آه! (هوا) چقدر داغه» به صورت طنز به دفعات تکرار می‌شود. در این گونه اپراها، اجرای بخش کمدی تا حد زیادی به استعداد بازیگری خوانندگان مرتبط می‌شود تا جایی که برای محول کردن نقش‌ها به افراد، توانایی‌های بازیگری و مهارت‌های خوانندگی همطراز هم قرار می‌گیرند.
نکتهٔ قابل توجه در اپرای سینیور بروسکینو، استفاده از ایده‌های نو و افزودن تکنیک‌های اجرایی جدید در موسیقی آن است که تا آن زمان مرسوم نبود. روسینی برای اولین بار در اورتور این اپرا ضرب جداگانه ای لحاظ کرده؛ بدین صورت که ویولون دوهای ارکستر در حین نواختن موسیقی در قسمتی از اورتور آرشه‌های خود را روی جای نت که جلویشان قرار دارد می‌کوبند که باعث شور و هیجان و انرژی بالایی بین تماشاچیان می‌شود. این در حالیست که در نخستین شب اجرا، این حرکت نامتعارف و برای حضار در سالن، بسیار نامرسوم و حیرت آور بود.
روسینی در این اورتور از تم سمفونی خود - سمفونی در ر - " آل کُن وِن تللو " استفاده مجدد کرده‌است. همچنین تم دوئت عاشقانه بین سوفیا و فلورویله از اپرای " دمتریو و پولیبیو " بر گرفته شده‌است.

## نقش‌ها
| نقش                               | نوع صدا    |
| --------------------------------- | ---------- |
| گاودنزیو - یک معلم و سرپرست سوفیا | باس        |
| سوفیا                             | سوپرانو    |
| بروسکینو پدر                      | باس        |
| بروسکینو پسر                      | تنور (صدا) |
| فلورویله - معشوق سوفیا            | تنور       |
| فیلیبرو - صاحب مهمانسرا           | باس        |
| ماریانا - خدمتکار                 | سوپرانو    |
| یک مأمور عالی‌رتبه پلیس            | تنور       |
| مستخدمین (صامت)                   |            |

## خلاصه
مکان: قصر گادنزیو در فرانسه
زمان: قرن هجدهم میلادی
سوفیا و فلورویله عاشق هم هستند اما سرپرست سوفیا، گاودنزیو مخالف این ازدواج است چرا که پدر فلورویله و گاودنزیو دشمنان دیرینه هستند. پس از مدتی پدر فلورویله فوت می‌کند و یک مانع از ازدواج این دو دلداده کم می‌شود. اما طی این مدت، گاودنزیو به دوستش سینیور بروسکینو قول داده که سوفیا را به عقد پسر او درآورد.
روز عقد فرا می‌رسد؛ سوفیا حتی یک بار هم پسر بروسکینو را ندیده و از این ازدواج اجباری افسرده و غمگین است. فلورویله عاشق که از همهٔ ماجراها با خبر است تصمیم می‌گیرد به هر ترتیب شده این ازدواج را بهم بزند.
بروسکینو پسر در راه رسیدن به خانهٔ سوفیا بازداشت می‌شود چرا که قرض زیادی به بار آورده و نمی‌تواند آن را پس دهد. فلورویله که همه چیز را زیر نظر دارد، از این فرصت استفاده می‌کند و خودش را داماد معرفی می‌کند و وارد عروسی می‌شود. سوفیا خوشحال می‌شود اما گاودنزیو چیزی متوجه نمی‌شود چون تا به حال بروسکینو پسر را ندیده و گمان می‌کند فلورویله همان داماد است.
ماجرا زمانی لو می‌رود که بروسکینو پدر به محل جشن می‌رسد. خوشبختانه، به خاطر رسوایی که بروسکینو پسر به بار آورده، همچنین نقشهٔ درست و موفق فلورویله برای متقاعد کردن افراد داخل و خارج قصر، بروسکینو پدر مجبور می‌شود عنوان پسری را برای فلورویله بپذیرد. در آخر، فلورویله در یک Trio (هم آوایی سه نفره) از پدرش طلب بخشش می‌کند در حالیکه گاودنزیو، بروسکینو پدر را فاقد مسئولیت و احساس پدرانه خطاب می‌کند.